# Christian Wexelsen
Christian Delphin Wexelsen, född den 24 mars 1830 i Balke socken på Toten (nuvarande Østre Totens kommun), död den 4 januari 1883 i Kristiania, var en norsk målare.
Wexelsen var elev av Hans Gude i Düsseldorf, där han vistades 1855-59. Han bosatte sig sedan i Kristiania. Wexelsen målade norsk natur med styrka och finhet. Han är representerad i Nationalgalleriet av motiv från Vestre Aker, Moss, Holmestrand med flera ställen. Han var farbror till Vilhelm Andreas Wexelsen. 